# Nieppe-Bois (Rue-du-Bois) British Cemetery
Nieppe-Bois (Rue-du-Bois) British Cemetery is een Britse militaire begraafplaats met gesneuvelden uit beide wereldoorlogen, gelegen in de Franse gemeente Oud-Berkijn in het Noorderdepartement. De begraafplaats ligt drie kilometer ten westen van het dorpscentrum van Oud-Berkijn, langs de rand van het Niepebos bij de straat en gehucht Rue du Bois. Ze werd ontworpen door Arthur Hutton en wordt onderhouden door de Commonwealth War Graves Commission. Het terrein heeft een rechthoekig grondplan met achteraan het Cross of Sacrifice.
Er worden 103 doden herdacht, waarvan 70 uit de Eerste Wereldoorlog (waaronder 1 niet geïdentificeerde) en 33 uit de Tweede Wereldoorlog (waaronder 8 niet geïdentificeerde).

## Geschiedenis
De plaats lag het grootste deel van de oorlog in geallieerd gebied, maar half april 1918 werd wel gevochten in de omgeving tijdens de Slag bij Hazebroek, een van de Leieslagen voor het Duitse lenteoffensief. De begraafplaats werd gedurende het offensief gebruikt van april tot september van dat jaar. Na de oorlog werd er nog een Britse gesneuvelde uit 1915 overgebracht uit het nabijgelegen La Motte-aux-Bois Communal Cemetery in De Walle.
Tijdens de Tweede Wereldoorlog werden op de begraafplaats militairen bijgezet die sneuvelden tijdens de Britse terugtrekking naar Duinkerke in mei 1940.
Er liggen 88 Britten en 15 Australiërs begraven.

## Onderscheiden militairen
- Ira Warren Gunn, sergeant bij de Australian Infantry, A.I.F. werd onderscheiden met de Distinguished Conduct Medal (DCM).
- soldaat Robert Boyton van de Irish Guards werd tweemaal onderscheiden met de Military Medal (MM and Bar).
- sergeant Harold Robinson Elliot en soldaat Robert Lelie Eames werden onderscheiden met de Military Medal (MM).